# Aoteatilia
Aoteatilia is een geslacht van weekdieren uit de klasse van de Gastropoda (slakken).

## Soorten
- Aoteatilia acicula (Suter, 1908)
- Aoteatilia amphipsila (Suter, 1908)
- Aoteatilia caledonica K. Monsecour & D. Monsecour, 2016
- Aoteatilia larochei Powell, 1940
- Aoteatilia psila (Suter, 1908)
- Aoteatilia substriata (Suter, 1899)
- Aoteatilia tenuistriata (Suter, 1908)